# کلی بات (واشنگتن)
کلی بات یک ۵٬۴۱۷-فوت-elevation (۱٬۶۵۱-متر) است که در گوشه جنوب شرقی کینگ کانتی در ایالت واشینگتن واقع شده‌است. این مکان در زمینی قرار دارد که توسط جنگل ملی کوه بیکر-اسنوکوالمی اداره می‌شود.
کلی بات در منطقه آب و هوای ساحل غربی دریا در غرب آمریکای شمالی واقع شده‌است. بیشتر جبهه‌های آب و هوایی از اقیانوس آرام سرچشمه می‌گیرند و به سمت شرق به سمت کوه‌های آبشار حرکت می‌کنند.